# Dimas Antonio Acuña Jiménez
Mons. Dimas Antonio Acuña Jiménez (* 25. ledna 1972, Usiacurí) je kolumbijský římskokatolický duchovní a biskup El Banco.

## Život
Narodil se 25. ledna 1972 v Usiacurí.
Vstoupil do kněžského semináře ve městě Barranquilla. Dne 22. srpna 1998 byl arcibiskupem Félixem Maríou Torresem Parrou vysvěcen na kněze a inkardinován do arcidiecéze Barranquilla. Studoval na Papežské xaveriánské univerzitě v Bogotě, kde získal licenciát teologie a na Papežské univerzitě svatého Tomáše Akvinského v Římě. V Římě se věnoval studiu biblické teologie.
Působil v několika farnostech v Barranquille; svatého Pankráce, Panny Marie Fátimské, svatého Karla Boromejského, svatého Augustina, Krista krále a svaté Laury. Byl formátorem a rektorem kněžského semináře. Před jmenováním biskupem sloužil jako farář ve farnosti Panny Marie z Torcoromy.
Dne 15. května 2024 jej papež František jmenoval biskupem El Banco. Biskupské svěcení přijal 27. července z rukou arcibiskupa Pabla Emiro Salas Anteliz a spolusvětiteli byli kardinál Rubén Salazar Gómez, biskup José Mario Bacci Trespalacios, arcibiskup Jairo Jaramillo Monsalve a arcibiskup Paolo Rudelli. 